# 坎科烏馬山 (科約科約區)
14°34′08″S 69°27′47″W / 14.56889°S 69.46306°W
坎科烏馬山（Janq'u Uma），是秘魯的山峰，位於該國東南部普諾大區，由桑迪亞省的科約科約區負責管轄，屬於阿波洛班巴山脈的一部分，海拔高度4,900米。